# Esmee Hawkey

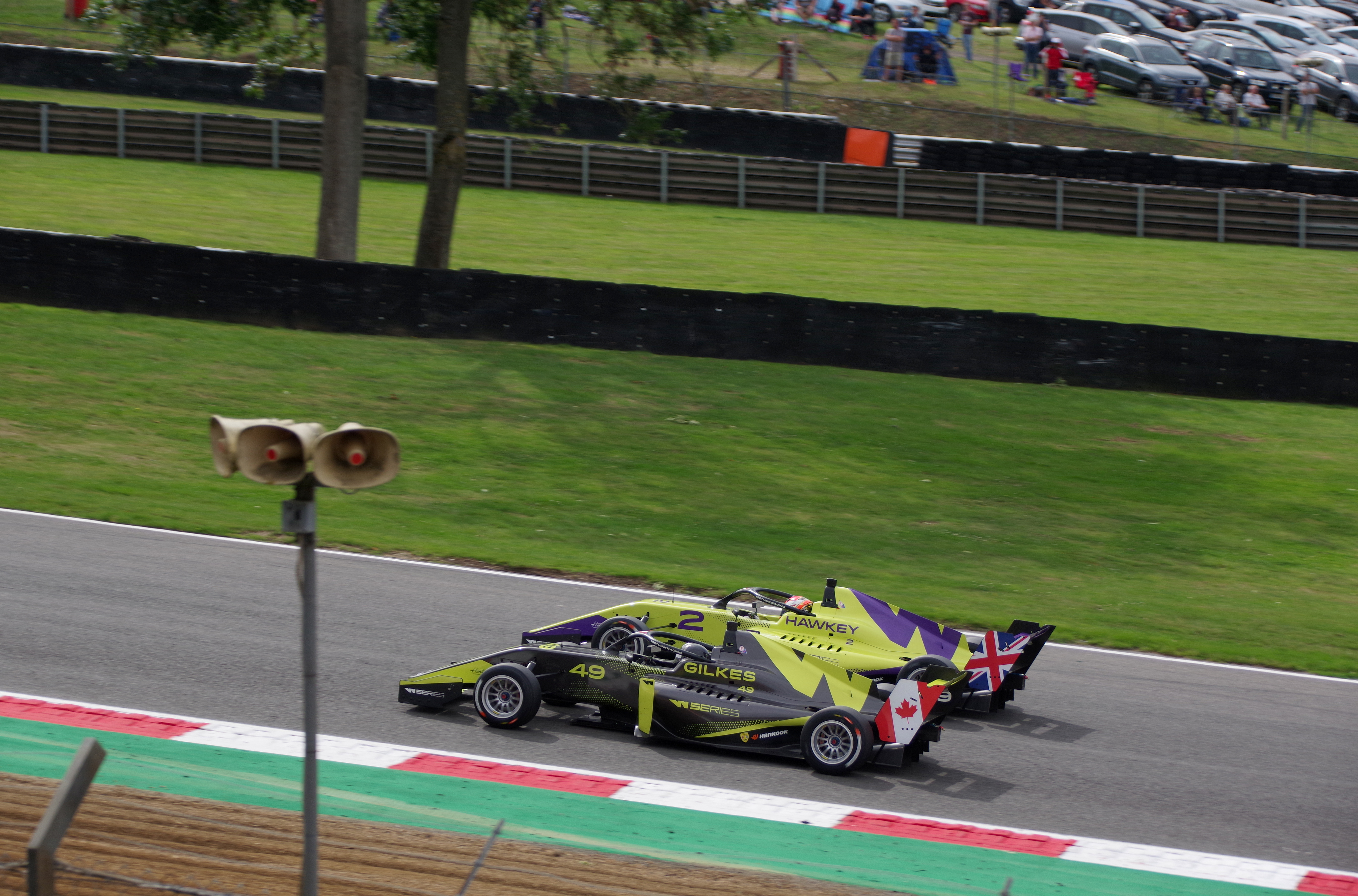
Esmee Hawkey im Zweikampf mit Megan Gilkes 2019 in Brands Hatch

Esmee Hawkey (* 2. März 1998 in Chislehurst) ist eine britische Automobilrennfahrerin.

## Karriere
Esmee Hawkey begann ihre Motorsportkarriere mit neun Jahren im Kartsport und fuhr dort bis 2014.
2014 wechselte sie in den GT-Motorsport und ging zwei Jahre in der Ginetta Junior Meisterschaft mit einem Ginetta G40 an den Start. Ihr bestes Gesamtergebnis in der Serie war der 22. Platz.
2016 fuhr sie mit einem Porsche Cayman GT4 als Porsche-Junior in Porsche-Markenwettbewerben. von 2018 bis 2020 startete sie in der ProAm-Wertung des Porsche Carrera Cup Großbritannien. In der zweiten Saison erreichte sie den dritten Gesamtplatz in der Wertung und 2020 gewann sie den ProAm-Titel.
2019 fuhr sie parallel in der W Series und belegte zum Saisonende mit zwei Punkten den 15. Platz.
In der Saison 2021 und 2022 ging sie für das Team T3 Motorsport mit einem Lamborghini Huracán GT3 Evo in der DTM an den Start.

## Statistik

### Einzelergebnisse in der W Series
| Jahr | 1   | 2   | 3   | 4   | 5   | 6   | Punkte | Rang |
| ---- | --- | --- | --- | --- | --- | --- | ------ | ---- |
| 2019 | HOC | ZOL | MIS | NOR | ASS | BRA | 2      | 15.  |
| 2019 | 12  | DNF | 11  | 9   | 11  | 16  | 2      | 15.  |